# Cryptoblepharus novocaledonicus
Espèce
Synonymes
- Cryptoblepharus boutonii novocaledonicus Mertens, 1928

Statut de conservation UICN

 LC  : Préoccupation mineure
Cryptoblepharus novocaledonicus est une espèce de sauriens de la famille des Scincidae.

## Distribution
Cette espèce est endémique de Nouvelle-Calédonie. Elle se rencontre aussi dans les îles de Grande Terre, de Lifou, de Maré, de Ouvéa et des Pins ainsi que dans les îles Belep.

## Étymologie
Cette espèce est nommée en référence au lieu de sa découverte : la Nouvelle-Calédonie.

## Publication originale
- Mertens, 1928 : Neue Inselrassen von Cryptoblepharus boutonii (Desjardin). Zoologischer Anzeiger, vol. 78, p. 82-89.